# سبقاق
سبقاق بلدية بولاية الأغواط. منبع واد الشلف أطول نهر في الجزائر بطول 725 كم، متربعة على أخصب الأراضي مما جعلها الرائدة في مجال الفلاحة على مستوى الولاية.

## الموقع
تقع بلدية سبقاق على السفح الشمالي لجبل لعمور مبتعدة عن مقر الولاية بـ 140 كلم، محدودة من الشمال ببلدية قلتة سيدي سعد ومن الشرق ببلديتي سيدي بوزيد وآفلو ومن الجنوب ببلدية الغيشة ومن الغرب ببلديتي تاويالة وبريدة. تتربع بلدية سبقاق على مساحة تقارب 390 كلم² أغلبها أراضي فلاحية خصبة تحيط بالنسيج العمراني وتتوسط العديد من الجبال التي تحميها من خطر التصحر وتبدو لزائرها من بعيد مروج ذات اخضرار طيلة السنة فهي تتوفر على 101 عين ومنبع مائي تشكل منبعا عاما للواد الطويل الذي يمثل واد الشلف امتدادا له.
| سيدي بوزيد | قلتة سيدي سعد |         |
| آفلو       | إسم ؟         | بريدة   |
| الغيشة     | الغيشة        | تاويالة |